# Ленчинський повіт
Ленчинський повіт (пол. powiat łęczyński) — один з 20 земських повітів Люблінського воєводства Польщі.
Утворений 1 січня 1999 року в результаті адміністративної реформи.

## Загальні дані
Повіт знаходиться у центральній частині воєводства.
Адміністративний центр — місто Ленчна.
Станом на 1.01.2008 населення становить 57 101 осіб, площа 636,65 км².

## Демографія
Демографічні дані повіту станом на 30.06.2005:
|       | Всього | Всього | Жінки  | Жінки | Чоловіки | Чоловіки |
| ----- | ------ | ------ | ------ | ----- | -------- | -------- |
|       | осіб   | %      | осіб   | %     | осіб     | %        |
| Повіт | 57 335 | 100    | 29 111 | 50,8  | 28 224   | 49,2     |
| Міста | 21 815 | 100    | 11 137 | 51,1  | 10 678   | 48,9     |
| Села  | 35 520 | 100    | 17 974 | 50,6  | 17 546   | 49,4     |